# 島村雅事
島村 雅事（しまむら まさこと、文政4年1月29日（1821年3月3日） - 明治18年（1885年）7月30日）は、江戸時代後期（幕末）の土佐藩郷士。勤皇の志士、迅衝隊士。諱は初め壽榮、のち雅事と改めた。通称は寿之助。
大男で禿げていたので「入道」と綽名されていたという。

## 来歴

### 生い立ち
文政4年（1821年）1月29日、土佐藩郷士・島村正壽（祐四郎）の三男として高知城下新町田渕（現 高知県高知市桜井町）に生まれる。
幼少より武芸に秀で弓術を外池某に、砲術を伊藤俊吉に、槍術を土方逸右衛門に学ぶ。特に槍術の才能に長け若狭国の峯尾新十郎や、江戸の間角弥にも教えを受けた。嘉永3年（1850年）3月、姪の武市富子の夫である武市瑞山（半平太）が田渕に移り住むと雅事は瑞山と親しく交流するようになる。同年8月11日、嫡男・島村壽椿（甲胃次）が生まれる。
安政元年（1854年）、午前は雅事が槍術、午後からは武市瑞山が剣術を教える道場（現在の所在：高知県高知市菜園場町1）を共同で開く。名声はつとに広がり門人は120名を越えた。

### 土佐勤王党結成以降
文久元年（1861年）、武市瑞山が一藩勤皇を掲げて土佐勤王党を結成すると、雅事もこれに加わり瑞山を補佐して奔走した。しかし、徳川家康以来の徳川恩顧の土佐藩は、藩論の主流は佐幕にあり、公武合体論を唱える参政・吉田東洋とは意見が合わず、雅事は瑞山・河野万寿弥・弘瀬健太らと密議して遂に吉田東洋の暗殺を策し、文久2年（1862年）4月8日にこの暴挙を決行して、藩政から東洋派の新おこぜ組に属する福岡孝茂（宮内）や真辺正心（栄三郎）、後藤象二郎らを失脚せしめた。
しかし、文久3年（1863年）9月21日、事態が露見して急進的に武力討幕を目指す土佐勤王党は危険視され、瑞山が捕縛され、勤王党の同志も多く捕えられる中、雅事は、当初、証拠不充分で「類族預け」という自宅謹慎処分となるが、翌年の慶応元年（1865年）5月28日、には遂に獄に投ぜられ、同年閏5月11日に瑞山が切腹すると、雅事や河野万寿弥は「永牢」を仰せ付けられた。

### 薩土討幕の密約以降
慶応3年（1867年）5月、江戸でオランダ式騎兵学を学んでいた乾退助は、山内容堂に随行して土佐に帰国の途中の京都で、中岡慎太郎からの決死の手紙受け取り感銘を受ける。5月18日、京都の料亭「近安楼」で乾退助は中岡慎太郎と時勢について会談し、続く5月21日、中岡の仲介で乾退助は、土佐藩の谷干城や毛利恭助らと共に、薩摩藩の西郷吉之助・吉井幸輔らと薩摩藩士・小松帯刀邸で密談を行い薩土密約を結び、これを翌22日に山内容堂に報告し、軍制改革を行う旨の同意をとりつけ、大坂で武器を買いつけて帰藩した。
乾退助は土佐に戻るや兵制改革に着手し、弓隊を廃して砲術隊を組織して、藩論を武力による勤王討幕にまとめ、さらに佐々木高行らの努力によって遂に藩庁を動かして、雅事ら旧土佐勤王党員らを釈放させた。雅事は9月6日に釈放され、そのまま京都藩邸の留守居役に任ぜられた。

### 戊辰戦争以降
戊辰戦争では旧勤王党の同志らとともに土佐藩東征軍の主力部隊である官軍迅衝隊に加わり錦の御旗の下で華々しい戦果をあげた。
明治維新後は陸軍省、司法省などに出仕した。
明治18年（1885年）7月30日卒去。享年65。明治31年（1898年）7月4日、特に維新の功を賞せられ、正五位を追贈された。墓は高知県高知市五台山にある。

## 道場の主な門下生
- 中岡慎太郎
- 岡田以蔵
- 久松喜代馬
- 五十嵐文吉

## 家族
島村家は、宇多天皇の後裔、佐々木氏の支流に出る。遠祖は近江細川氏の家臣・島村弾正左衛門高智という。
- 高祖父：島村雅氏（伝次右衛門）
- 曾祖父：島村善子（又兵衛）
- 祖父：島村年雅（伝左衛門）
- 父：島村正壽（助四郎）
- 長兄：島村寿太郎（夭折）
- 次兄：島村雅風（源次郎）
  - 甥：島村雅菫（寿太郎）
  - 姪：武市瑞山の妻（富子）
- 姉：島村壬生平の妻（常）
  - 甥（長男）：島村重正（外内、真潮）
  - 甥（二男）：島村重険（衛吉）
- 妹：山本信道の妻（佐尾子）
  - 甥：沢辺琢磨
- 長男：島村壽椿（甲胃次）